# Курды в Кувейте
Курды в Кувейте — этническая группа, населяющая одну из стран Ближнего Востока, во основном в Кувейте проживает курдская община племени Бруки, или же Брукан (курдское племя). По оценкам экспертов их оценивают в 5000 человек, они впервые попали в Кувейт примерно 40 лет назад.

## История
Впервые они прибыли в Кувейт в 1940-х годах. Большинство из них в настоящее время переехали в Великобританию, Швецию, Германию, Данию, и Курдистан, потому что они не получили гражданство Кувейта.
После вторжения воиск Саддама Хусейна в Кувейт отношение к курдам резко поменялось не в лучшую сторону. Власти Кувейта постоянно нападают на курдов, ущемляя их права, потому что они пришли из Ирака. Из 5000 курдов проживающих в Кувейте у 3500 паспорта Ирака. В связи с ухудшением обстановки курды подавали запросы в европейские и скандинавские посольства с целью покинуть Кувейт, опасаясь что власти Кувейта депортируют их в Ирак, где они, вероятно, столкнутся с жестоким обращением иракских властей, из-за курдского восстания на севере Ирака.